# Magister Wigbold
Bertram Wigbold, chiamato anche Wygbold o Wycholt, meglio noto come Magister Wigbold (1365 – Amburgo, 1401), è stato un pirata tedesco della compagnia dei Vitalienbrüder, attivo alla fine del XIV secolo nel Mare del Nord e nel Baltico.

## Biografia

### Il nome
Bertram Wigbold era noto per il titolo accademico di magister artium o "maestro delle sette arti". A differenza dei suoi colleghi, i capitani Klaus Störtebeker e Gödeke Michels, Wigbold infatti è descritto nella Cronaca di Lubecca (1406/1430) di Johannes Rufus come un letterato, istruito sia nelle scienze spirituali che terrene. Anche nell'aspetto avrebbe assomigliato più ad uno studioso che ad un pirata, ma le fonti si contraddicono in merito, descrivendolo talvolta come un nano, talaltra come un uomo molto alto e magro.
Il cognome Wigbold deriva dalle parole "wig" (= lite) e "bold" (= baldo, coraggioso).

### Vita
Poco si sa di Wigbold, prima del suo ingresso nei Vitalienbrüder. Da giovane sarebbe entrato in convento e lì avrebbe ricevuto la sua istruzione. Più tardi l'avrebbe completata all'università di Rostock e ivi ottenne il titolo di magister artium, nonché una cattedra di professore per un certo periodo. Secondo Ludwig Bühnau invece Wigbold studiò all'università di Oxford, ove conobbe il famoso teologo John Wyclif.
Magister Wigbold entrò a far parte dei Vitalienbrüder alla fine del XIV secolo. I Vitalienbrüder, o Likedeeler, erano una compagnia di avventurieri e navigatori, che si arricchivano con il contrabbando e la guerra di corsa nei conflitti tra i paesi del Baltico. Nel 1398 persero la loro base principale su Gotland e si insediarono quindi nel Mare del Nord per continuare a predare ai danni delle navi e città della Lega anseatica. Magister Wigbold compare nei documenti ufficiali fra i nomi dei capi dei Vitalienbrüder, tuttavia pare non fosse un capitano, bensì un subalterno di Gödeke Michels. Inoltre sembra che non fosse molto attivo negli abbordaggi, preferendo la negoziazione al combattimento.
Nel 1400 la Lega anseatica si organizzò per porre fine alla minaccia dei Vitalienbrüder. Klaus Störtebeker venne catturato e giustiziato ad Amburgo il 21 ottobre 1401. Gödeke Michels e Magister Wigbold cercarono riparo in Norvegia. Ma ancora nel 1401 furono intercettati sul fiume Weser e condotti ad Amburgo, ove furono decapitati assieme ad altri ottanta pirati. Nel Historisches Taschenbuch (1840) di Friedrich von Raumer è riportato, che Magister Wigbold venne messo a morte per ultimo, dovendo assistere prima all'uccisione del suo capitano e di tutti i suoi compagni.